# Сабокучаво
Сабокучаво (груз. საბოკუჩავო) — село в Грузии, на территории Абашского муниципалитета края (мхаре) Самегрело-Верхняя Сванетия.

## География
Село находится в западной части Грузии, на левом берегу реки Абаши, на расстоянии приблизительно 0,5 километра (по прямой) к северо-западу от города Абаша, административного центра муниципалитета. Абсолютная высота — 26 метров над уровнем моря.

## Население
По результатам официальной переписи населения 2014 года в Сабокучаво проживало 223 человека (105 мужчин и 118 женщин). В национальной структуре населения грузины составляли 99,6 %.
| Год  | Население, человек |
| ---- | ------------------ |
| 2002 | 440                |
| 2014 | ↘ 223              |